# Collins Ridge
Collins Ridge ist ein schroffer und vereister Gebirgskamm in der antarktischen Ross Dependency. Er erstreckt sich vom Mount Behling in nördlicher Richtung bis zum Bowman-Gletscher, wo er in nordöstlicher Richtung zur Mündung des Bowman- in den Amundsen-Gletscher abbiegt.
Vermessungen und Luftaufnahmen der US-amerikanischen Byrd Antarctic Expedition (1928–1930) dienten einer ersten Kartierung. Das Advisory Committee on Antarctic Names benannte den Gebirgskamm 1967 nach Henry C. Collins, stellvertretender Leiter der Abteilung für Speziallandkarten des United States Geological Survey.